# 埃克哈德·布劳恩
埃克哈德·布劳恩（德語：Ekkehard Braun，20世纪—），德国男子赛艇运动员。他曾代表西德参加世界赛艇锦标赛，获得一枚金牌和一枚铜牌，均来自男子轻量级八人单桨有舵手项目。